# 浅川マキ・ライヴ・夜
『浅川マキ・ライヴ・夜』（あさかわマキ・ライヴ・よる）は、1978年2月5日に発表された浅川マキの3枚目（通算9枚目）のライヴ・アルバムである。
最初のCD化は1990年12月19日にリリースされた『浅川マキの世界 CD10枚組BOX 自選作品集』（規格品番：TOCT-5941）の中の一枚としてリリース。（本BOX-SETは2010年に『浅川マキの世界 CD10枚組BOX自選作品集【復刻限定生産】 [Box Set, Limited Edition]』として再リリース。）
2011年1月19日、紙ジャケット仕様でリ・マスタリングの上、再発（規格品番：TOCT-27049）。
本作音源は他にDARKNESS IV （2007年）、Long Good-bye（2010年）にて聴くことができる。

## 解説
1972年発表の『MAKI LIVE』から6年振りとなる本格的なライヴ盤。泉谷しげるや渋谷毅など多彩なゲストを迎えて生まれた伝説の1枚。京都大学西部講堂で1977年11月19日、20日に催行された『京大西部講堂 Vol.3 浅川マキ　ライブ“夜” 』の模様を収録。
紙ジャケ盤での再発CDに納められた歌詩カードは、オリジナルレコード（LP盤）の歌詩カードを復刻したもの。

## 収録曲

### Side A
1. 町
  - 作詩[3]：森須九八／作曲：浅川マキ

  - アルバム『ブルー・スピリット・ブルース』より。
2. あなたなしで　Trying to live my life with-out you
  - 日本語詩：浅川マキ／作詩・作曲：EUGENE WILLIAMS

  - アルバム『灯ともし頃 MAKI VII』より。
3. 淋しさには名前がない
  - 作詩・作曲：浅川マキ

  - アルバム『浅川マキの世界』より。
4. 港の彼岸花
  - 作詩：浅川マキ／補作詩：なかにし礼／作曲：鈴木薫

  - アルバム『MAKI II』より。
5. オールド・レインコート OLD RAINCOAT WON'T EVER LET YOU DOWN AN
  - 作詩・作曲：ロッド・スチュワート／日本語詩：浅川マキ

  - アルバム『MAKI LIVE』より。
6. IF I'M ON THE LATE SIDE
  - 作詩：ロッド・スチュワート／作曲：ロニー・レーン／対訳：吉田健／日本語詩：浅川マキ

  - アルバム『流れを渡る』より。
7. あたしのブギウギ
  - 作詩：成田ヒロシ／作曲：南正人

  - アルバム『流れを渡る』より。

### Side B
1. あなたに
  - 作詩・作曲：浅川マキ

  - アルバム『流れを渡る』より。
2. 港町
  - 作詩：Langston Hughes／作曲：山下洋輔／日本語詩：斎藤忠利

  - アルバム『MAKI VI』より。
3. 裏窓
  - 作詩：寺山修司／作曲：浅川マキ

  - アルバム『裏窓 MAKI V』より。
4. 難破ブルース SHIPWRECK BLUES
  - 作詩・作曲：ベッシー・スミス／日本語詩：浅川マキ

  - アルバム『ブルー・スピリット・ブルース』より。
5. にぎわい
  - 作詩：浅川マキ／作曲：かまやつひろし

  - アルバム『MAKI LIVE』より。
6. それはスポットライトではない 　It's not the spotlight
  - 作詩・作曲：JOSEPH GOLDBERG BARRY JOSEPH GOLDBERG／日本語詩：浅川マキ

  - アルバム『灯ともし頃 MAKI VII』より。

## 演奏者
- 浅川マキ - Vocal
- 萩原信義 - Acoustic & Electric Guitar
- 池田洋一郎 - Acoustic Guitar
- 渋谷毅 - Piano （A-3,B-1,B-3）
- 白井幹夫 - Piano
- 川端民生 - Wood Bass （B-2,B-3）
- 吉田健 - Electric Bass
- つのだひろ - Drums
- 粉川忠範 - Trombone （B-2,B-3）
- 泉谷しげる - Electric Guitar

## Recording Staff
- 柴田徹 - Producer
- 谷古宇広光 - Producer
- 関根由紀子 - Producer
- 渋谷森久 - Director
- 吉野金次 - Mixer
- 野村正樹 - Assistant Mixer
- 田村仁 - Photography
- 周東圀夫 - Design
- 久場正憲 - Special Thanks
- 内藤あり - Special Thanks
- 庄司正久 - Special Thanks
- 大島則雄 - Special Thanks
- 持田昇 - Special Thanks
- MENTANPIN HEADS - P.A.
- FRESH AIR - P.A.
- 関根照明 - Lighting

- 京都大学西部講堂 - Recorded at

- せなまる - Produce